# خوسيه هرنانديز (ملحن)
خوسيه هرنانديز (بالإنجليزية: José Hernàndez)‏ هو ملحن ومغني أمريكي، ولد في 27 أغسطس 1958 في مكسيكالي في المكسيك.